# Катумбі
Кату́мбі (англ. Katumbi) — традиційна громада у складі дистрикту Румфі Північного регіону Малаві.
Населення — 15543 особи (2018).